# Abbaye d'Amelungsborn
L'abbaye d'Amelungsborn (ou d'Amelunxborn) est une ancienne abbaye cistercienne à Negenborn, dans le Land de Basse-Saxe, dans le diocèse de Hildesheim.
Fondée en 1124, l'abbaye est sécularisée en 1785. La poursuite de son utilisation religieuse la maintient en bon état jusqu'à la Seconde Guerre mondiale, où des destructions importantes ont lieu lors des combats. L'abbaye est ensuite reconstruite.

## Histoire
En 1124, des moines d'Altenkamp reçoivent de Siegfried IV von Boyneburg (de), le dernier comte de Northeim (de)-Boyneburg et Homburg, un terrain à l'ouest de Stadtoldendorf. La « villa Amelungsborn » (ce nom vient d'une source, « Born », d'Amelung) fait partie des successions héréditaires de la famille princière. Le 5 décembre 1129, le pape Honorius II confirme le monastère ; cependant ce document n'est pas authentifié. Les répertoires cisterciens situent la fondation de l'abbaye en 1135. Avec la fondation de l'abbaye et la construction du Homburg (de), Siegfried IV von Boyneburg affirme sa puissance territoriale au nord de la Hesse. En 1135, l'évêque Bernward de Hildesheim consacre l'abbaye.
Le premier abbé est élu en 1141 : il s'agit de Heinrich von Corvey (de), un demi-frère de Siegfried IV von Boyneburg.
Le développement économique du monastère permet l'expansion de l'ordre cistercien. Il fonde l'abbaye de Mariental. En 1145, Amelungsborn fonde une abbaye-fille à Riddagshausen (de) en 1145 puis une autre à Doberan (de) ; le moine Berno (de) devient le premier abbé de cette dernière avant d'être nommé premier évêque de Schwerin (de).
Au XIVe siècle, l'abbaye d'Amelungsborn reçoit de grands dons de la maison de Homburg (de), héritière du fondateur, en particulier des comtes d'Everstein (de), des terres entre la Weser et la Leine. Parmi les villages ou hameaux, il y a Allersheim, Schnedinghausen, Erzhausen, Bruchhof, Holtershausen, ainsi qu'Einbeck, Höxter, Hamelin et les forêts proches de l'abbaye. On créé dans le chœur de l'église abbatiale un tombeau pour Hermann II von Everstein et son épouse Adelheid.
Au XVIe siècle, Amelungsborn ne montre presque pas de résistance au pouvoir des Welfes. L'ordre cistercien est dissout en 1542. En 1549, elle doit céder Allersheim à Henri II de Brunswick-Wolfenbüttel. En 1568, après la conversion de Jules de Brunswick-Wolfenbüttel, le protestantisme s'installe. Le duc créé une école de latin dans l'abbaye. Andreas Steinhauer, le premier abbé évangéliste et fondateur de l'école latine, meurt en 1588. Le maintien de l'école latine est la principale tâche du monastère.
Pendant la guerre de Trente Ans, à cause de la présence par Frédéric-Ulrich de Brunswick-Wolfenbüttel d'une manufacture de monnaie (de), les conditions économiques restent perturbées.
En 1655, le duc décrète un nouvel ordre dans le monastère et nomme nouvel abbé le nouveau surintendant général de Holzminden.
En 1760, Charles Ier de Brunswick-Wolfenbüttel déménage l'école de l'abbaye à Holzminden. Vers 1810, il n'y a plus d'activités à l'abbaye, bien qu'un bureau demeure. En 1785, la nationalisation de l'éducation met fin à toute activité scolaire dans l'abbaye, le bureau devient un titre honorifique.
En 1837, le monastère est confié au consistoire de Wolfenbüttel puis est vacant en 1912, à cause d'un désaccord entre le gouvernement et l'église de Brunswick.
En août 1941, l'arrondissement de Holzminden passe de l'État libre de Brunswick à la province de Hanovre. Dans le même temps, l'église de Brunswick passe à l'église de Hanovre qui récupère la responsabilité sur l'abbaye d'Amelungsborn.
Le monastère est gravement endommagé pendant la Seconde Guerre mondiale. Le 6 avril 1945, les troupes américaines occupent le lieu. 20 à 30 soldats de la Waffen-SS armés d'armes légères montrent un peu de résistance puis fuient à Stadtoldendorf. Par peur de pièges, les Américains font un bombardement le 8 avril puis tirent abondamment. Une vingtaine de bombes abîment les maisons et les granges autour de l'abbaye.
La nef de l'église s'écroule, le sud et l'est sont complètement démolis. La chaire, l'autel et les bancs ont de lourds dégâts, un pilier dans le sanctuaire menace de se renverser, toutes les fenêtres sont détruites. La restauration se fait de 1954 à 1959. Mais comme on utilise des matériaux de faible valeur, des travaux plus importants ont lieu lors des décennies suivantes.
En 1955, le Land de Basse-Saxe et les cinq églises protestantes s'accordent sur la gestion du monastère. Les prélatures d'Amelungsborn, de Königslutter am Elm, de Mariental et de Riddagshausen s'en occupent, indépendamment du Land. En 1960, Christhard Mahrenholz devient le nouvel abbé et fonde une nouvelle confrérie.
En 1969, un orgue construit par Karl Schuke Berliner Orgelbauwerkstatt (de) est installé.
Les bâtiments monastiques servent maintenant de centre de conférences et d'étape dans le pèlerinage entre Loccum (de) et Volkenroda.